# Sega
Sega (SErvice GAmes) är en utvecklare av hård- och programvara för både hem- och arkadmarknaden. Sedan 2001 har de inte längre någon egen spelkonsol utan utvecklar nu bara spel för andra spelkonsol-tillverkare.
Sega grundades år 1940 i Honolulu, Hawaii under namnet Standard Games in Honolulu. Martin Bromely, Irving Bromberg, och James Humpert var männen bakom företaget som tillhandahöll myntbaserade nöjen för amerikanska militärer på ön. Bromely föreslog att företaget skulle flytta till Tokyo år 1951, och "Service Games" of Japan (SeGa) registrerades i Japan i maj 1952. Där ligger fortfarande deras huvudkontor.
Deras mest kända varumärke är Sonic the Hedgehog, en blå igelkott känd för sin snabbhet.

## Utvecklingsstudior

### Sega Japan
Consumer R&D Division som fokuserar på utveckling av mjukvara till konsoler, bärbara system och mobiltelefoner. Divisionen leds av Toshihiro Nagoshi.
- Global Entertainment R&D Dept.
- Mobile Contents Development Dept.
- New Entertainment R&D Dept.
- Sports Design R&D Dept.

Amusement R&D Division som fokuserar på utveckling av mjukvara till arkadspel och spelautomater. Divisionen leds av Hiroshi Yagi.
- AM Software R&D Dept. #1
- AM Software R&D Dept. #2
- AM Software R&D Dept. #3
- Family Entertainment R&D Dept.

### SEGA West Development Studios (2005–nutid)
Consumer R&D Division
- Creative Assembly
- Sports Interactive
- Secret Level

### Externa, självständiga studior
- Prope (självständig studio finansierad av Sega)

## Spelkonsoler
- 1983 Sega SG-1000

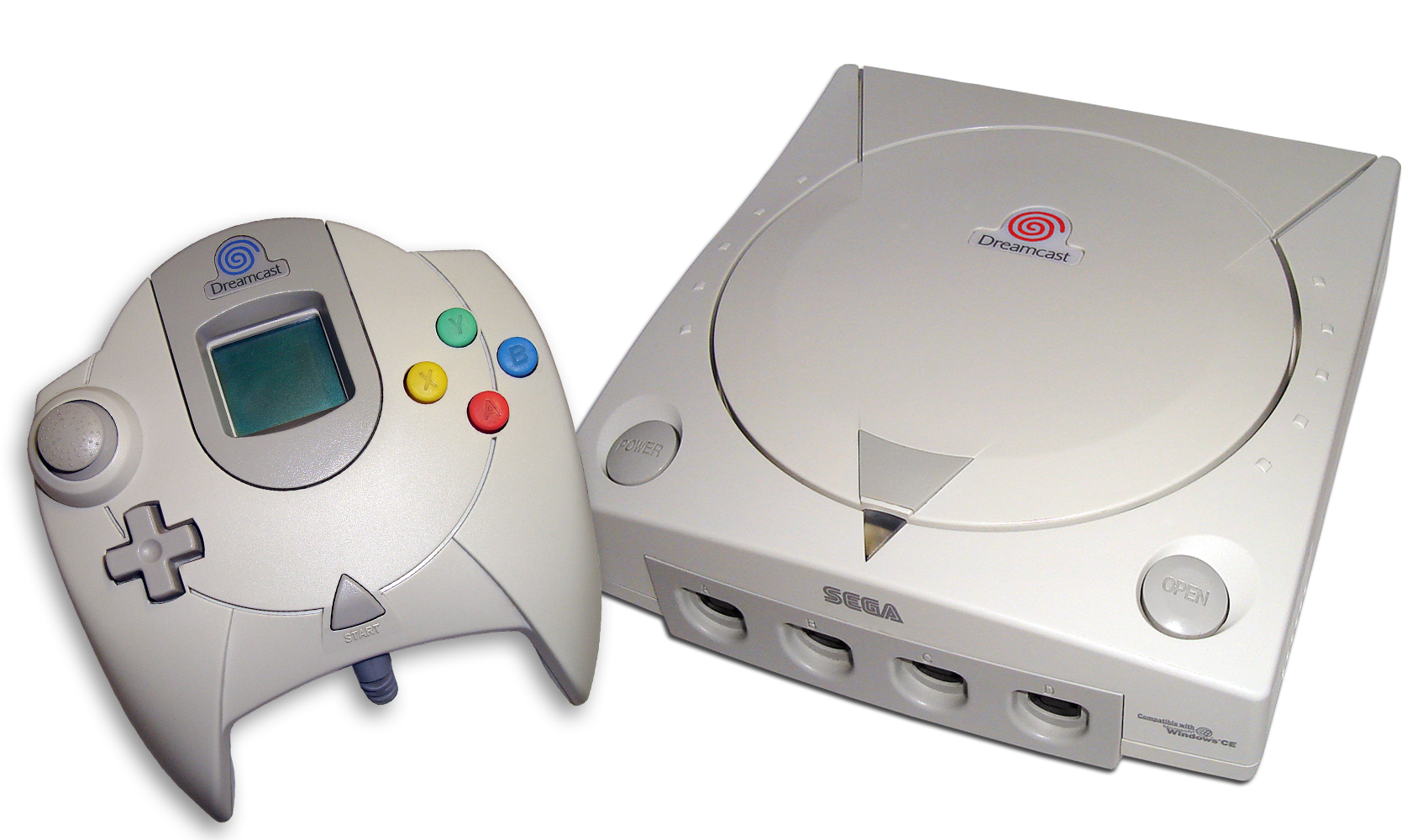
En Sega Dreamcast

- 1987 Sega Master System (Europa) (Mark III i Japan).
- 1988 Sega Mega Drive (Sega Genesis i Amerika)
  - 1991 Mega-CD (Sega CD i Nordamerika)

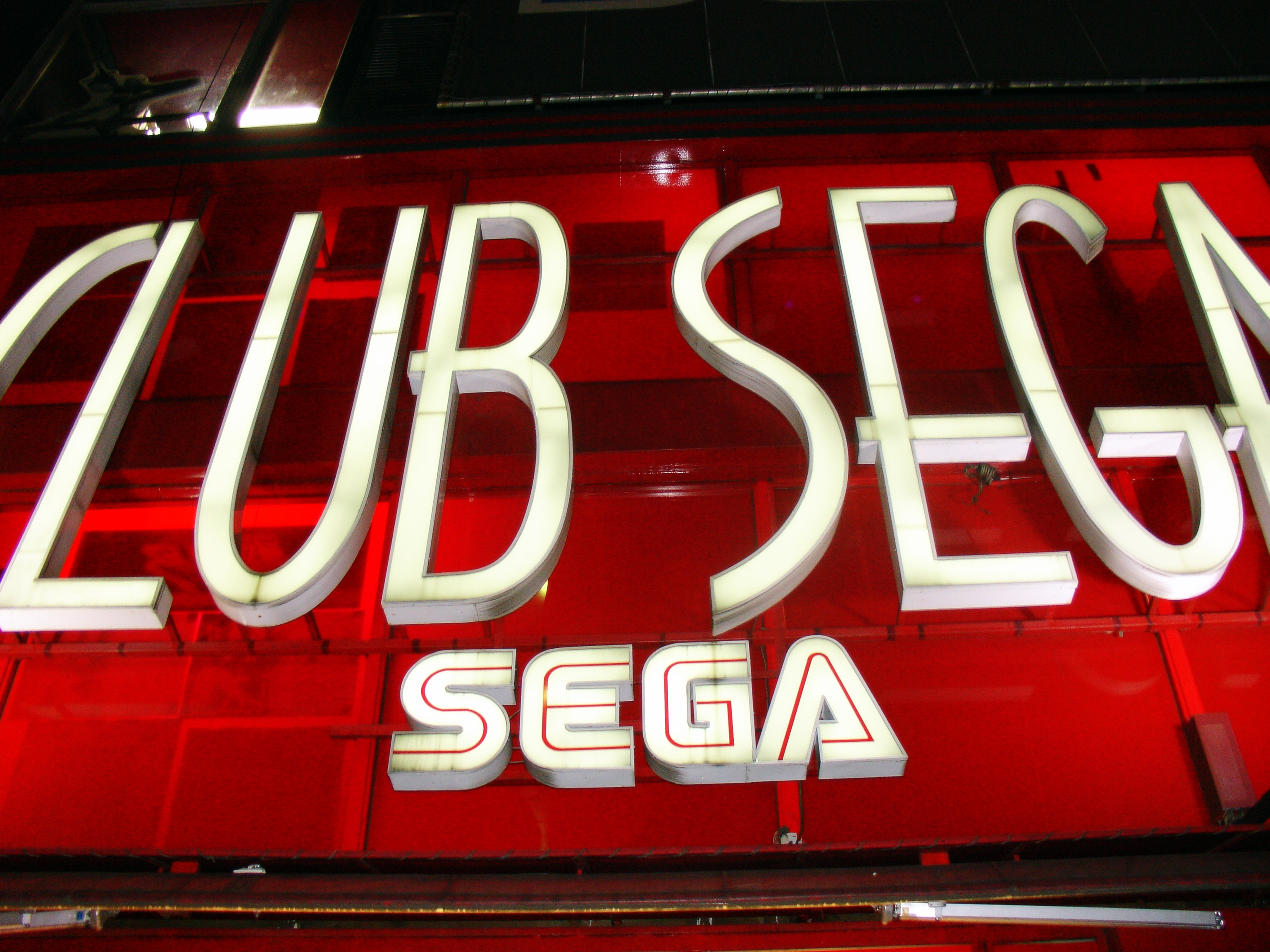
Club Sega, med Segas logo under

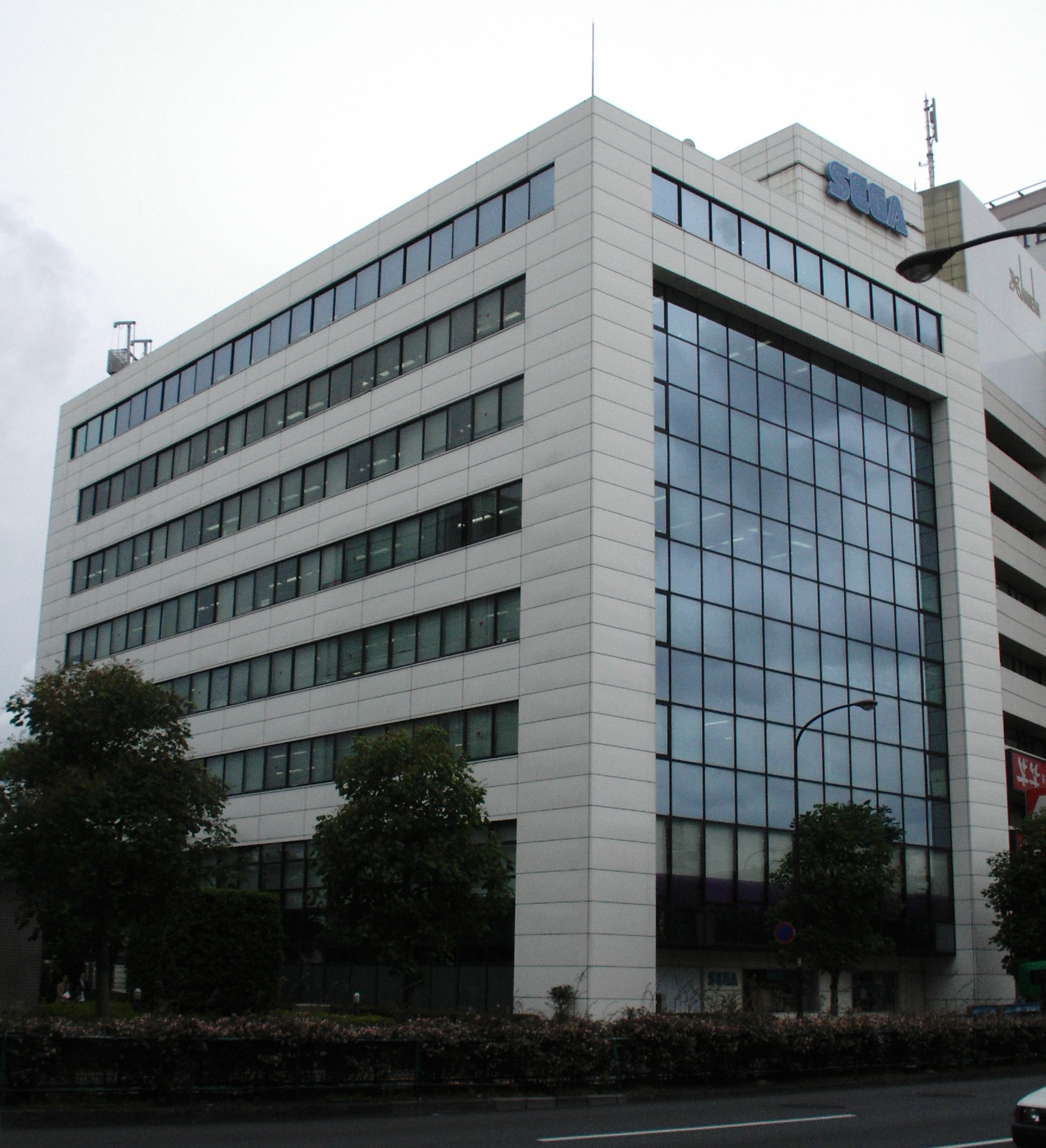
Segas kontor i Japan

  - 1994 Sega 32X
- 1991 Sega Game Gear
- 1994 Sega Saturn
- 1995 Sega Nomad
- 1998 Sega Dreamcast

## Sverige
I Sverige distribuerades Segas konsoler och spel av Brio mellan 1990 och 2002 (ca).
Fram till 1995 fanns även en svenskspråkig tidning som hette Sega Force, som fokuserade på ämnet.

## Leksaker
Sega har även utvecklat leksaker i form av små robotar. Bland annat iDog och iFish.